# Stearin
Tristearin là một triglyceride có nguồn gốc từ ba đơn vị của axit stearic. Hầu hết các chất béo trung tính được tạo ra từ ít nhất hai hoặc thường là ba axit béo khác nhau. Tristearin là một chất béo có công thức C57H110O6, khối lượng phân tử 891,48 g/mol với mật độ là 862 kg/m³, nó có thể kết tinh trong ba dạng đa hình. Đối với tristearin, các chất tan ở 54 (dạng α), 65, và 72,5 °C (dạng β)

## Tính chất vật lý
Tristearin là một chất rắn dạng bột trắng, tinh thể không màu hoặc dạng bột, không mùi, không tan trong nước, cồn lạnh, ete, dầu mỏ và ethanol, nhưng lại tan trong dung dịch chloroform, cacbon disulfide, tan rất nhiều trong axeton, benzen và cồn nóng.